# Zwarte reiger
De zwarte reiger (Egretta ardesiaca) is een vogel uit de familie der reigers (Ardeidae).

## Kenmerken
De reiger wordt zo'n 42 tot 66 cm groot en weegt 270 tot 390 gram. Het verenkleed is volledig zwart. De snavel is zwart en de poten zijn zwart en de klauwen geel tot oranje. De iris is bruin en de ogen worden omringd door een smalle blauwe ring. Achter op de kop heeft hij een kuif.

## Habitat en verspreiding
De leefomgeving van de vogel betreft moerassen, rivieren, draslanden en uiterwaarden. Het verspreidingsgebied van de zwarte reiger strekt zich uit over Afrika en Madagaskar. In Afrika komt hij voor ten zuiden van de Sahara.

## Voeding en voortplanting
De reiger neemt een zeer kenmerkende klokvormige houding aan bij het foerageren. Hij spreidt zijn vleugels uit als een paraplu boven zijn hoofd zodanig dat de uiteinden van de vleugels het water raken. Deze houding leverde hem in het Duits de naam Glockenreiher (Klokreiger) op. Het broedseizoen begint aan het begin van de regenseizoen en is afhankelijk van zijn verspreidingsgebied. Het nesten gebeurt in kolonies, meestal met tussen de 50 en 100 andere broedparen. Het vrouwtje legt twee tot vier eieren.

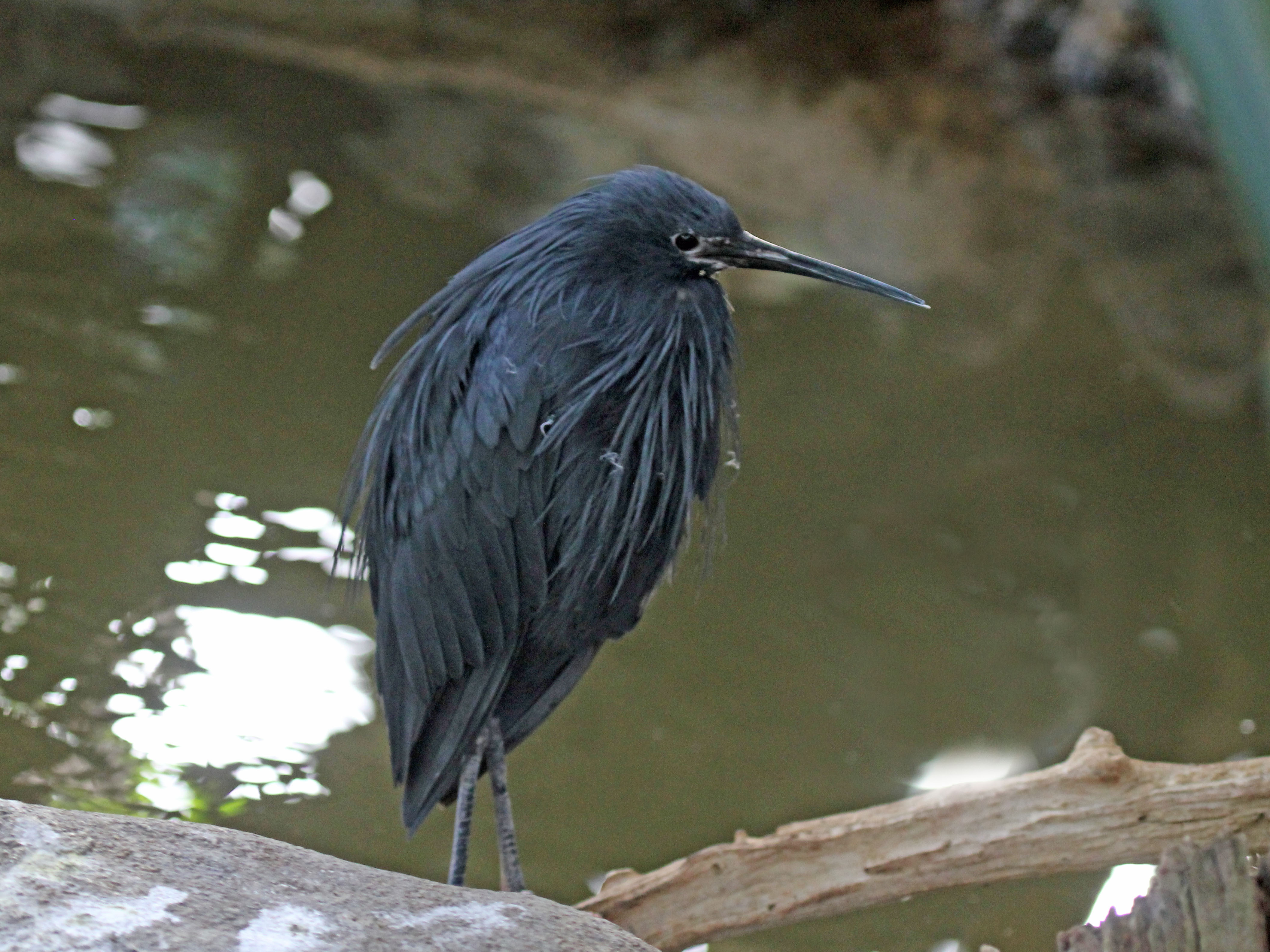
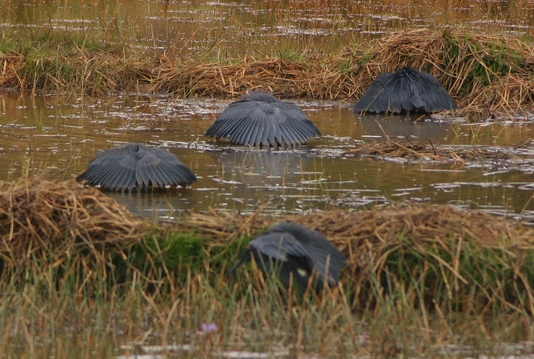

## Status
De zwarte reiger heeft een groot verspreidingsgebied en daardoor is de kans op de status kwetsbaar (voor uitsterven) gering. Daarom staat de vogel als niet bedreigd op de Rode Lijst van de IUCN. Het leefgebied van de vogel wordt plaatselijk wel bedreigd, vooral op Madagaskar door menselijke activiteiten in de draslanden waar de vogel afhankelijk van is.